# Draconarius trifasciatus
Draconarius trifasciatus là một loài nhện trong họ Amaurobiidae.
Loài này thuộc chi Draconarius. Draconarius trifasciatus được miêu tả năm 1991 bởi Jia-Fu Wang & Zhu.